# Parc Strathcona (Ottawa)

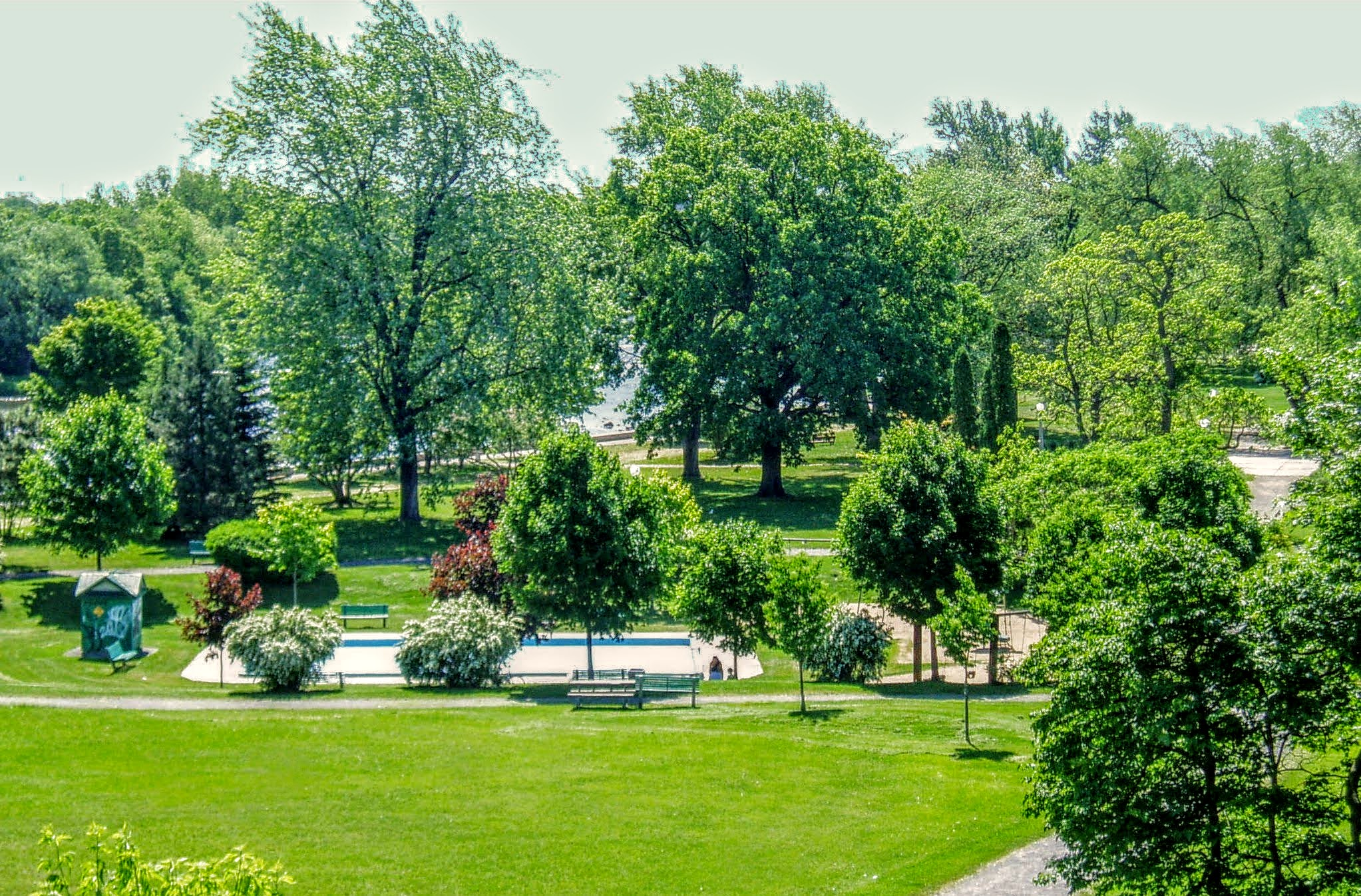
Parc Strathcona regardant vers le sud-est en direction de la rivière

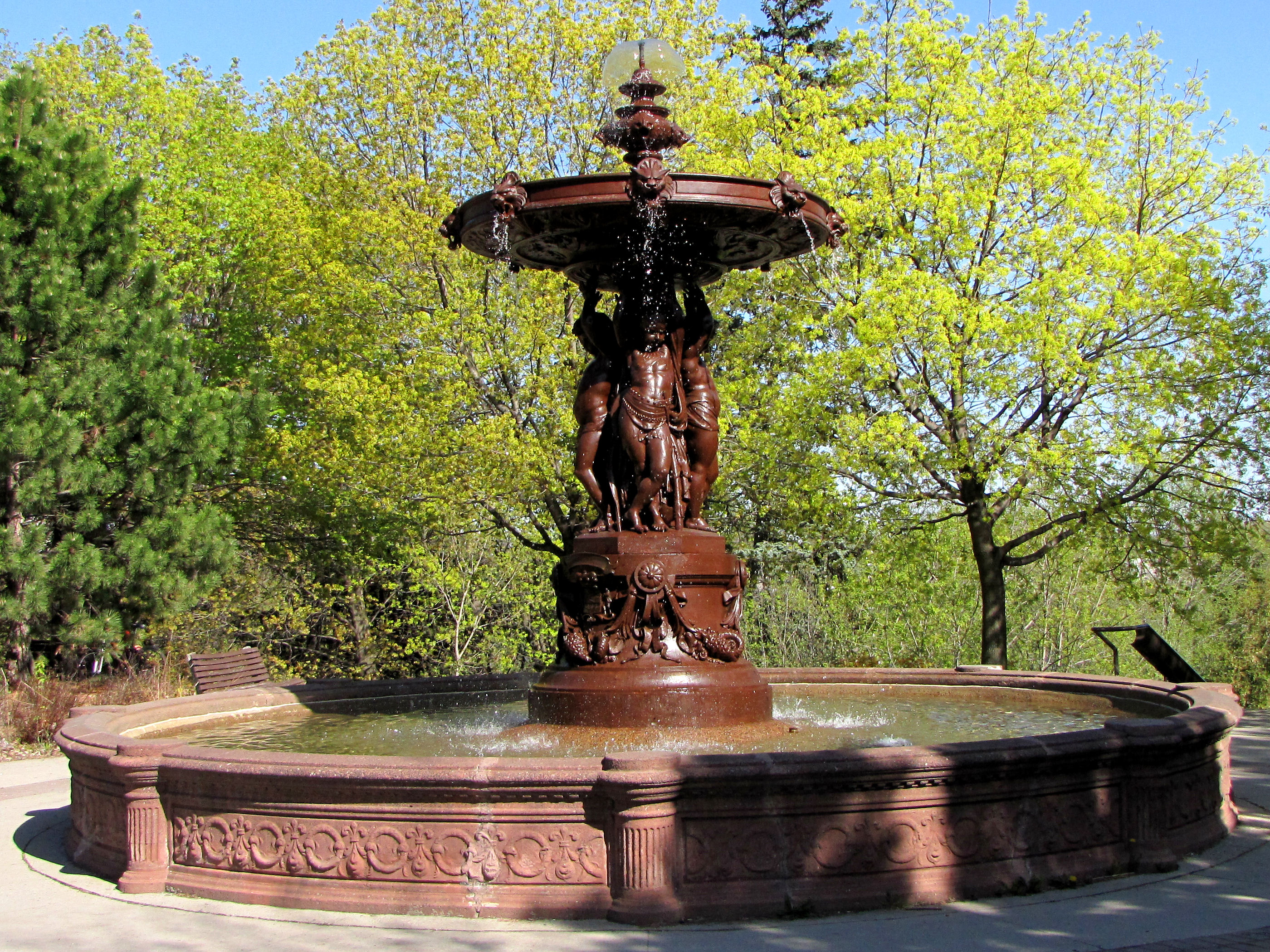
Fontaine Strathcona

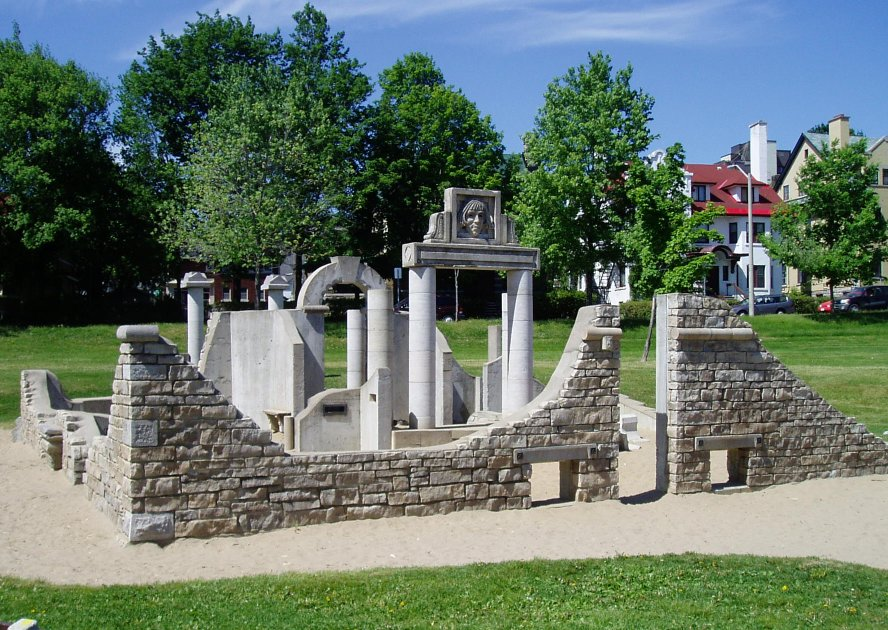
La structure de jeu en forme de ruine de Stephen Brathwaite

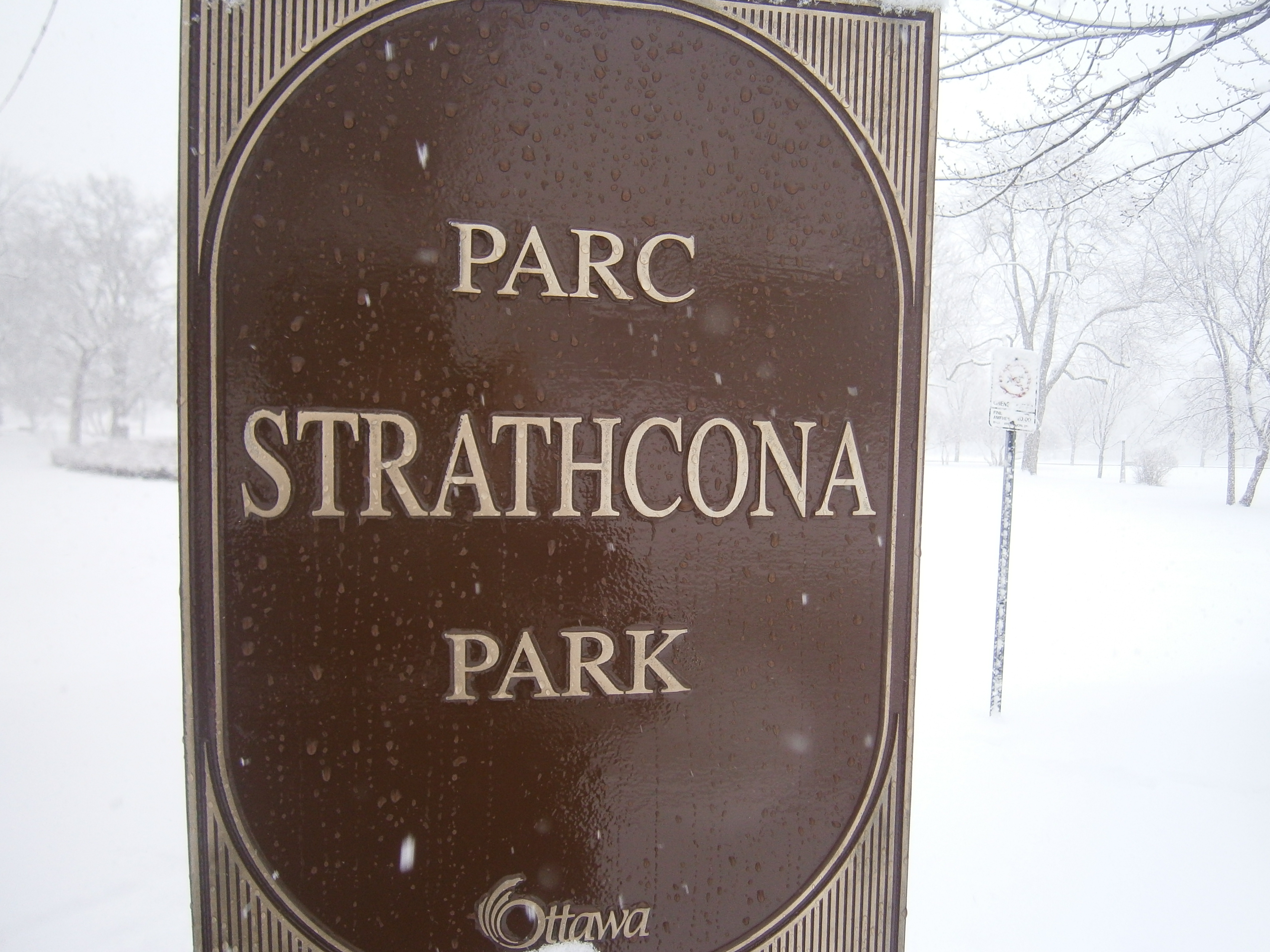
Panneau bilingue en hiver

Le parc Strathcona est un grand parc de la ville d'Ottawa, en Ontario, au Canada. Il est situé sur la rive ouest de la rivière Rideau et marque la limite est du quartier de la Côte-de-Sable (Sandy Hill).
La zone du parc était à l'origine une plaine inondable marécageuse de la rivière sur laquelle il était impossible de construire. Le site est d'abord devenu le siège du Dominion Rifle Range, où les soldats se sont entraînés avant de partir pour la Seconde Guerre des Boers. Cette histoire est préservée dans le nom de Range Road, qui longe l'ouest du parc. La zone a été transformée en parc par la Commission d'amélioration d'Ottawa entre 1904 et 1907. Le parc doit son nom à Lord Strathcona, un homme d'affaires et homme politique canadien qui avait financé son propre régiment pendant la guerre.
La caractéristique la plus marquante du terrain de 6,1 ha (15 acres) est la fontaine située au sommet de la colline ; elle a été offerte par Lord Strathcona en 1909 et sculptée par l'artiste français Mathurin Moreau. Les quatre figures debout symbolisent les quatre continents (Europe, Asie, Afrique, Amérique), ce qui était une métaphore artistique couramment utilisée jusqu'au XIXe siècle. Une fontaine jumelle se dresse dans le centre-ville de Buenos Aires.
Le parc était par sa conception un exemple classique de parc public anglais. Il comprenait une paire de petits étangs, des belvédères et le premier terrain de golf d'Ottawa. Les étangs ont été comblés dans les années 1940 en raison de leur coût et remplacés par une pataugeoire. Un terrain de baseball a été construit à l'extrémité sud du parc dans les années 1920 et, pendant de nombreuses années, il a été le principal lieu de pratique de ce sport à Ottawa.
Les rives de la rivière Rideau étaient autrefois une zone de baignade populaire, mais la perception de pollution rend désormais cette zone impopulaire. Durant l'été, il est possible de traverser la rivière à gué en raison du faible le niveau de l'eau et se rendre au parc Riverain à Vanier, mais la passerelle Adàwe rend désormais le passage à gué de la rivière inutile. Juste au sud du parc Strathcona se trouvent le parc Dutchy's Hole et le terrain Robinson. En hiver, le parc, avec sa grande colline à l'extrémité nord, est un site populaire pour la luge et les sauts en snowboard.
Le parc est resté sous le contrôle de l'organisme successeur de l'OIC, la Commission de la capitale nationale, jusqu'en 1987, date à laquelle elle n'a pas renouvelé son bail avec la ville. Depuis lors, le parc est géré par la municipalité. Il a été réaménagé par la ville au début des années 1990. L'un des ajouts les plus remarquables fut la structure de jeu conçue par l'artiste Stephen Brathwaite, qui a imaginé une structure ressemblant à des ruines et s'est inspiré du jardin en ruines de Mackenzie King à Kingsmere . La structure a été construite en utilisant des blocs de pierre issus des édifices du Parlement, du Château Laurier et d'autres structures importantes d'Ottawa.
Depuis 1986, le Théâtre Odyssey, une compagnie professionnelle, présente chaque été des pièces en plein air sur une scène située dans le coin nord-est du parc. Les représentations uniques de pièces classiques et de créations originales du Théâtre Odyssey s'inspirent de la commedia dell'arte italienne et intègrent des formes internationales de marionnettes, de clown et de théâtre de danse.
En juillet 2014, la ville a commencé la construction d'une passerelle pour piétons et cyclistes au-dessus de la rivière Rideau pour relier le sentier est de la rivière Rideau à la rue Donald avec le parc Strathcona et la rue Somerset Est. Cette passerelle été ouverte a la circulation en décembre 2015 et baptisée passerelle Adàwe.
Le parc est entouré d’une série de grandes maisons qui abritaient autrefois l’élite d’Ottawa. La plupart d'entre eux sont aujourd'hui des ambassades, et la zone autour du parc est souvent appelée la rangée des ambassades d'Ottawa. Perchée au-dessus du parc se trouve l'ambassade de Russie, anciennement l'ambassade de l'Union soviétique.